# Blague dans le coin
Pour plus de détails, voir Fiche technique et Distribution.
Blague dans le coin est un film français réalisé par Maurice Labro et sorti en 1963.

## Synopsis
À Las Perlas, ville de jeu du Nevada, les bandes rivales de Lippy et de Steinberg tiennent les plus beaux établissements de l'endroit. Franck Bradford a engagé comme comique Jeff Burlington, lequel, pour dérider un difficile public, lance chaque soir des attaques verbales contre le casino de Lippy où, dit-il, les jeux sont truqués. Chacun des deux gangs envoie un homme de main afin que, de part et d'autre : soit il cesse ses sarcasmes soit, au contraire, il aura des ennuis s'il ne laisse pas son numéro tel qu'il est. Un certain « Main d'or » qui n'est autre que Bradford fait attaquer les casinos. C'est Jeff, après avoir été enlevé par les deux bandes devenues amies, qui involontairement fera démasquer le coupable.

## Fiche technique
- Titre : Blague dans le coin
- Réalisation : Maurice Labro
- Scénario :  Charles Spaak, Gérard Carlier, Maurice Labro, d'après le roman de Carter Brown (éditions Gallimard)
- Dialogues : Charles Spaak
- Assistants réalisateur : Roberto Bodegas et Henri Toulout
- Photographie : Robert Lefebvre
- Opérateur : Gaston Muller, assisté de Guy Maria
- Montage : Germaine Artus, assistée de Monelle Labro et Marielle de Broin
- Musique : Alain Goraguer
- Décors : Maurice Colasson, assisté de Jacques Bernacchi
- Son : Jean Bertrand, assisté de Lucien Moreau - Système sonore : Poste Parisien
- Enregistrement : Western-Electric (Boulogne)
- Tirage : Laboratoire G.T.C de Joinville
- Script-girl : Colette Crochot
- Maquillage : Michel Bordenave
- Coiffures de Carita et Fourrures de Stern
- Photographe de plateau : Jami Blanc
- Régisseur général : Louis Manella, Jean Rognoni
- Régisseur extérieur : Roger Joint, Louis-Henri Seuret
- Directeur de production : Philippe Modave
- Producteur délégué : Roger de Broin
- Secrétaire de production : Lucette Labataille, Gisèle Cormand
- Société de production : Société Française de Cinématographie (SFC)
- Pays de production :  France
- Tournage : du 1er avril au 30 mai 1963 à Las Vegas, Paris et dans les studios de Saint-Maurice « Franstudio »
- Remerciements au « Police Department of Las Vegas », au « Sheriff's department of Clark Country Nevada », et à la direction du Desert-Inn et du Stardust, casinos de Las Vegas.
- Format : Noir et blanc — 35 mm — 1,37:1 — Son : Mono
- Genre : Comédie et film de gangsters
- Durée : 100 minutes (1 h 40)
- Date de sortie : France - 13 novembre 1963

## Distribution
- Fernandel : Jeff Burlington, le comique
- Éliane d'Almeida : Dolly Tompson, danseuse
- Perrette Pradier : Betty, la sœur de Dolly et maîtresse de Bradford
- François Maistre : Franck “Sammy” Bradford, patron du cabaret « l'Eldorado »
- Jacques Monod : Jerry Steinberg, chef de bande
- Billy Kearns : Smith, le lieutenant de police - doublé par Yves Brainville
- Roger Dutoit : Lippy, un autre chef de bande
- Carl Studer : Joë Karl, le lieutenant de Lippy
- Eugène Deckers : Bennet
- Eric Sinclair : Le chinois
- César Torrès : Le Tchèque
- Pierre David/Marc Michel : Bob l'éclairagiste du cabaret
- Nancy Holloway : Nancy, la chanteuse (rôle coupé au montage)
- Dominique Zardi : Le tueur qui ouvre l'armoire
- Maurice Travail : Un homme de Bradford
- Anne-Marie Coffinet : Carla, la chanteuse
- Philippe Guégan
- Alain Nobis : Le lieutenant de Steinberg
- André Tomasi : Jim, le régisseur
- Jean-Michel Rouzière
- Gabrielle Doulcet
- André Badin : Le barman
- Jean-Pierre Zola : Un joueur
- Jean Minisini : Un garde du corps
- Eric Wasberg : Le tueur répondant au téléphone pendant la bagarre
- Les ballets de Dirk Sanders
- Hy Yanowitz : Un joueur au casino